# The Force (Band)
The Force ist eine paraguayische Thrash-Metal-Band aus Asunción.

## Geschichte
Die Band entstand im Jahr 2007 aus dem Zerfall der Band Overlord. Mike Martinez übernahm den Posten des Sängers und Gitarristen, während Sebass Román den Bass spielte. Beide waren vorher bei Overlord tätig. Zusammen suchten sie weitere Mitglieder und fanden Schlagzeuger Miky Doldán, der jedoch schon kurz darauf durch Ex-Overlord-Schlagzeuger Cesar Ferreira ersetzt wurde. Als weiterer Gitarrist kam Carlos Carvallo zur Gruppe. Es folgten Auftritte in ganz Paraguay mit vielen nationalen und einigen internationalen Künstlern. Im Dezember 2007 erschien ihr erstes Demo Old School Metal Onslaught. Im Januar 2008 unterzeichnete die Gruppe einen Vertrag über drei Alben bei dem brasilianischen Label Kill Again Records. Im Juli 2008 begab sich die Band ins Studio, um ihr Debütalbum aufzunehmen, das im Dezember unter dem Namen Possessed by Metal erschien. Nach den Aufnahmen verließen Sebass Roman und Cesar Ferreira die Band und wurden durch Juan Barrios und Luis Almada ersetzt. Der Veröffentlichung schlossen sich Touren an, die neben Auftritten in Paraguay auch Konzerte in Brasilien und Bolivien einschlossen. Im Jahr 2010 begannen die Aufnahmen zum zweiten Album. Während der Aufnahmen verließ Schlagzeuger Luis Almada die Band und wurde durch Bruno Romero ersetzt. Mit dieser Besetzung folgten zwei Auftritte in Argentinien. Die Band war außerdem auf der Split-Veröffentlichung Thirsty of Metal zu hören, auf der auch die Bands Ursus, Dominus Praelii und Strike Master zu hören waren. 2011 erschien das nächste Album Nations Under Attack ebenfalls bei Kill Again Records.

## Stil
Die Band spielt klassischen Thrash Metal, der sich an der Musik aus der San Francisco Bay Area der 1980er Jahre orientiert.

## Diskografie
- 2007: Old School Metal Onslaught (Demo, Eigenveröffentlichung)
- 2008: Possessed by Metal (Album, Kill Again Records)
- 2009: Live Assault (Demo, Eigenveröffentlichung)
- 2010: Thirsty of Metal (Split mit Ursus, Dominus Praelii und Strike Master, Violent Music)
- 2011: Nations Under Attack (Album, Kill Again Records)
- 2013: Stormwarning (Album, Kill Again Records)
- 2018: Awakened by Lightning (EP, Kill Again Records)